# Grammoptera molybdica
Grammoptera molybdica là một loài bọ cánh cứng trong họ Cerambycidae.